# Indang
Indang ist eine philippinische Stadtgemeinde in der Provinz Cavite.
Früher wurde in Indang ein britisches Dorf (British Village) und eine britische Schule eingerichtet.

## Geschichte
Indang (ursprünglich: Indan) wurde 1655 eine selbstständige Gemeinde, nachdem der Ort zuvor zu Silang gehört hatte. Der Name Indan leitet sich vom Tagalog Wort indang oder inrang für eine Baumart, die in diesem Gebiet vorkam, ab.
Im Baranggay Limbon wurde Andrés Bonifacio gefangen genommen, nachdem während der Philippinischen Revolution die Tejeros Convention besiegt wurde. Somit wurde er gehindert seine konterrevolutionären Pläne eine Regierung und Armee aufzubauen weiter zu verfolgen.

## Cavite State University
Der Hauptcampus der Cavite State University (ehemals Don Severino Agricultural College) liegt in Indang.

## Bürgermeister
Bürgermeister Indangs von 2004 bis 2007 war Lope Tepora. Bürgermeister seit 2007 ist Bienvenido Dimero.

## Baranggays
Indang ist politisch in 36 Baranggays unterteilt.
| - Agus-us - Alulod - Banaba Cerca - Banaba Lejos - Bancod - Buna Cerca - Buna Lejos I - Buna Lejos II - Calumpang Cerca - Calumpang Lejos I - Carasuchi - Kayquit I - Daine I | - Guyam Malaki - Guyam Munti - Harasan - Kaytambog - Limbon - Lumampong Balagbag - Lumampong Halayhay - Mahabangkahoy Lejos - Mahabangkahoy Cerca - Barangay 1 (Pob.) - Barangay 2 (Pob.) - Barangay 3 (Pob.) | - Barangay 4 (Pob.) - Pulo - Tambo Balagbag - Tambo Ilaya - Tambo Malaki - Tambo Kulit - Buna Lejos II - Daine II - Kayquit II - Kayquit III - Kaytapos - Mataas na Lupa (Checkpoint) |